# Свист Андрій Олексійович
Андрі́й Олексі́йович Сви́ст (1975(?)) — український нейрохірург, заслужений лікар України.

## Життєпис
До початку повномасштабного російського вторгнення в Україну працював дитячим нейрохірургом відділення Інституту нейрохірургії імені акад. А. П. Ромоданова Національної академії медичних наук України.
26 лютого 2022 разом з дружиною, Ольгою Свист, поїхав з Ірпеня до розташованої в м. Буча Ірпінської центральної міської лікарні консультувати хлопця зі складними пораненнями. Планували наступного дня повернутися додому в Ірпінь, оскільки з понеділка їх очікували добові чергування за основними місцями праці. Але наступного дня почалися артобстріли та авіанальоти, до лікарні почали надходити діти й дорослі з тяжкими пораненнями, і подружжя вирішило залишитися. 7 березня Бучу окупували, але робота лікарів не припинялася попри обстріли, відсутність води і світла. Андрій Свист проводив надскладні кількагодинні операції, витягуючи уламки та кулі.
10 березня двома автобусами евакуювали 19 дітей і поранених до Києва і розмістили в медзакладах.
Андрій повернувся до роботи вже на Хмельниччині, невдовзі був мобілізований до лав ЗСУ і вже як військовий нейрохирург оперує поранених.

## Нагороди
- Заслужений лікар України (17 червня 2022) — за значний особистий внесок у розвиток вітчизняної системи охорони здоров'я, надання кваліфікованої медичної допомоги та рятування життя людей в умовах воєнного стану, сумлінне виконання професійного обов'язку [3].
- Відзнака Президента України «Національна легенда України» (20 серпня 2022) — за визначні особисті заслуги у становленні незалежної України і зміцненні її державності, захисті Вітчизни та служінні Українському народові, вагомий внесок у розвиток національної освіти, мистецтва, спорту, охорони здоров'я, а також багаторічну плідну громадську діяльність[4][5].